# Мадерас
Мадерас (исп. Maderas) — потухший стратовулкан высотой 1394 метра в Центральной Америке, в южной части острова Ометепе на пресноводном озере Никарагуа неподалёку от столицы одноимённого государства — Манагуа. Склоны вулкана покрыты влажными лесами. К северу от него находится вулкан Консепсьон.